# ムィシュクフ
ムィシュクフ（ポーランド語: Myszków [ˈmɨʂkuf]）は、南部ポーランドシロンスク県ムィシュクフ郡にある、2019年の統計で人口31,650人の都市。ムィシュクフ郡の郡都である。
1999年から、シロンスク県に属している。1975年から1998年まではカトウィツェ県に属していた。

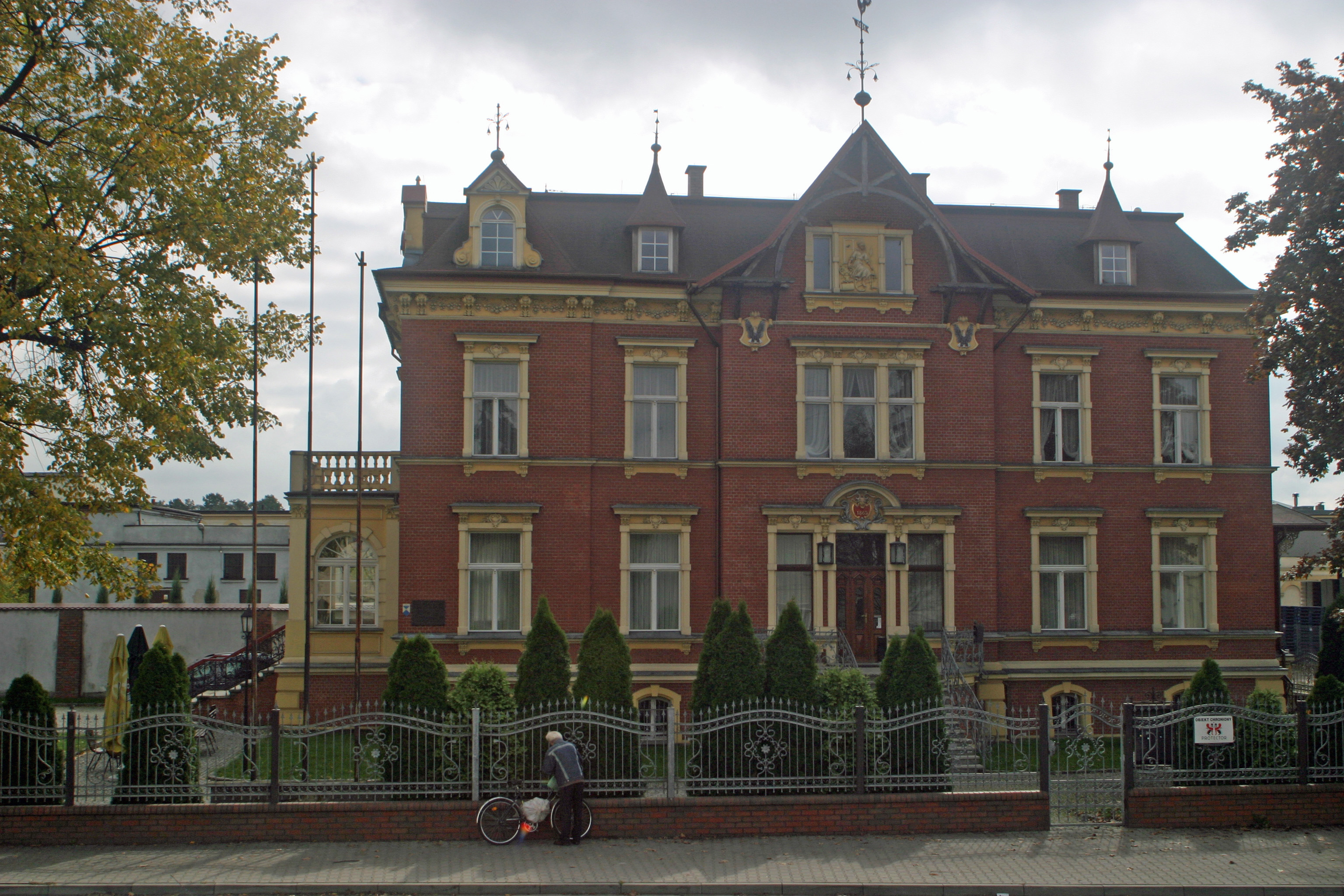
アウグスト・シュメルツァー宮殿

## 地区
ムィシュクフ町は、下記の22地区に分けられる。

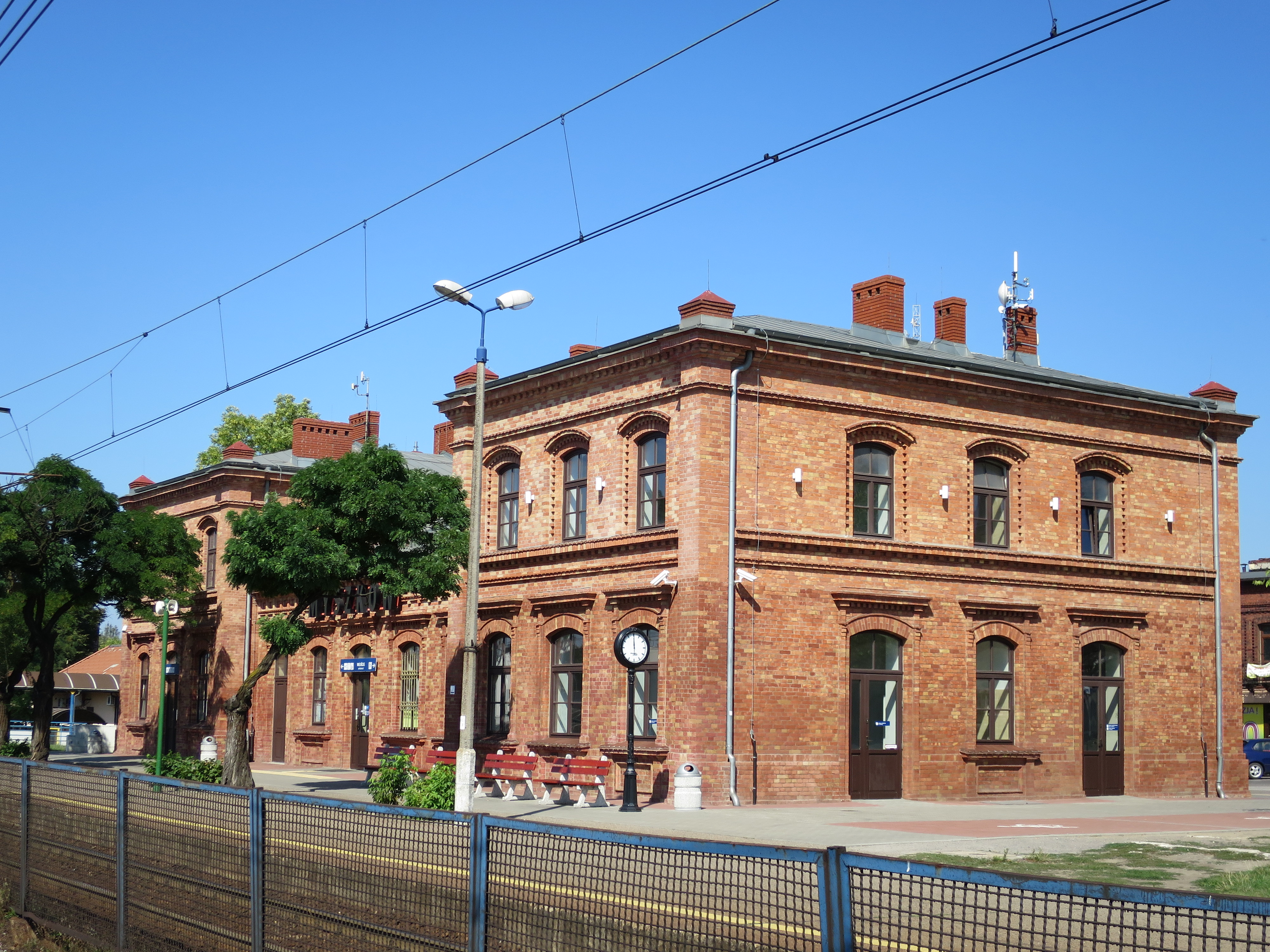
ムィシュクフ駅

- Stary Myszków
- Nowy Myszków
- Mijaczów
- Pohulanka
- Mrzygłód
- Mrzygłódka
- Będusz
- Nowa Wieś
- Gruchla
- Kręciwilk
- Ciszówka
- Czarna Struga
- Helenówka
- Osińska Góra
- Potasznia
- Nierada
- Bory
- Smudzówka
- Labry
- Michałów
- Połomia-Myszków
- Ręby

## 出身者
- マグダレナ・チェレツカ - 女優
- ヤン・クワコフスキ - 欧州議会議員
- ヤロスワフ・ラセツキ - 上院議員
- ウカシュ・マシュチク - ボクサー